# Coryphaenoides liocephalus
Coryphaenoides liocephalus är en fiskart som först beskrevs av Günther, 1887.  Coryphaenoides liocephalus ingår i släktet Coryphaenoides och familjen skolästfiskar. Inga underarter finns listade i Catalogue of Life.